# 函館市交通局1000形電車
函館市交通局1000形電車（はこだてしこうつうきょく1000がたでんしゃ）は、1970年（昭和45年）から2010年（平成22年）まで函館市交通局（函館市電）に在籍した路面電車である。

## 概要
1970年（昭和45年）に、2軸単車300形の置き換えのため、東京都電7000形10両を譲受・整備して1000形（1001 - 1010）として就役した。都電からの車両導入は、1934年（昭和9年）に函館大火被災後、車両補充として木造二軸単車1形（ヨヘロ）を35両を購入し200形（2代目）として就役させて以来であった。
譲渡された当初はワンマン化改造は行われず、塗装もクリーム色にエンジ帯の都電時代の姿のままツーマンカーとして運用を開始した。
譲渡翌年の1971年（昭和46年）にはワンマン化改造が実施され、前面の窓割り変更、集電装置のZ型パンタグラフ化などの諸改造が行われた。同時に、車体塗装も都電色から函館市電の標準色に塗り替えられている。
搭載されていた電動発電機の不調、路線縮小に伴う余剰や保守部品確保のため、1985年（昭和60年）までに3両を除き廃車となり、最後まで残った1006号も2010年（平成22年）3月に廃車となり形式消滅した。

## 沿革

### 製造から函館市譲渡まで
1955年（昭和30年）に都電7000形の二次車として20両（7031 - 7050）が日本車輛製造・日本車輛東京支店・東急車輛・日立製作所で製造された。制御方式は一次車と同じ直接制御ではなく、間接制御（間接非自動制御）が採用された。また、制御器の電源として電動発電機（MG）が搭載されていたが、そのメーカーは20両と少数ながら東芝、日立製作所、東洋電機の3社のものが採用されるなど、本グループは制御方式と併せて試作的要素が強いものであった。
主電動機は、当初出力52kW（一時間定格）のND52が搭載されていたが、後に7500形と同じ出力60kW（一時間定格）のNE60に転換されている。
都電の路線縮小と前述の試作的要素の強さから、1970年（昭和45年）1月に10両（7032 - 7034・7036 - 7042）が廃車となり、全車が函館市交通局に譲渡された。一両あたりの車両価格は45万円。北海道への輸送は、品川埠頭より貨物船で行われ、7032・7038・7039・7042号が三陽丸、7036・7040号が幸永丸、7033・7034・7037・7041号が朝香丸で海路渡道した。

### 函館市電譲渡後
1000形1001 - 1010号として、譲渡翌月の1970年3月より運行を開始した。本形式の定員96名は、譲渡当時函館市電で最大であった。
1971年（昭和46年）3月には、函館市電のワンマン化計画により、1010号を除く全車にワンマン化改造が施工されている。改造では、ワンマン機器設置の他、集電装置がビューゲルからZ型パンタグラフに交換され、前面窓配置もHゴム固定の非対称・変則2枚窓となった。塗色も上半部アイボリー・下半部アイスランドグリーンの函館市電の当時の標準色に変更された。同年10月には、全車に対して暖房装置（灯油燃焼式）が取り付けられた。
1971年（昭和46年）8月に1010号が、1973年（昭和48年）10月には4両（1001 - 1003・1009）がMGの不調を理由に廃車となった。
度重なるMGの不調や高速走行時の横揺れが問題となり、1985年（昭和60年）まで指定留置車として駒場車庫に長期間留置された。この間路線縮小による余剰車と予備部品確保のため、1979年（昭和54年）3月に1004号、1985年5月に1005号が廃車となった。このうち、1005号は廃車の際に1007号と車番を交換している。
1985年に指定留置車から解除された3両（1006 - 1008）は運用復帰後、広告車両として活躍した。1989年（平成元年）時点では、在来車と比較して主電動機出力が高く、下り勾配区間で抵抗器を痛める恐れがあることから、原則として急勾配が続く谷地頭 - 宝来町に入らない運用に用いられていた。

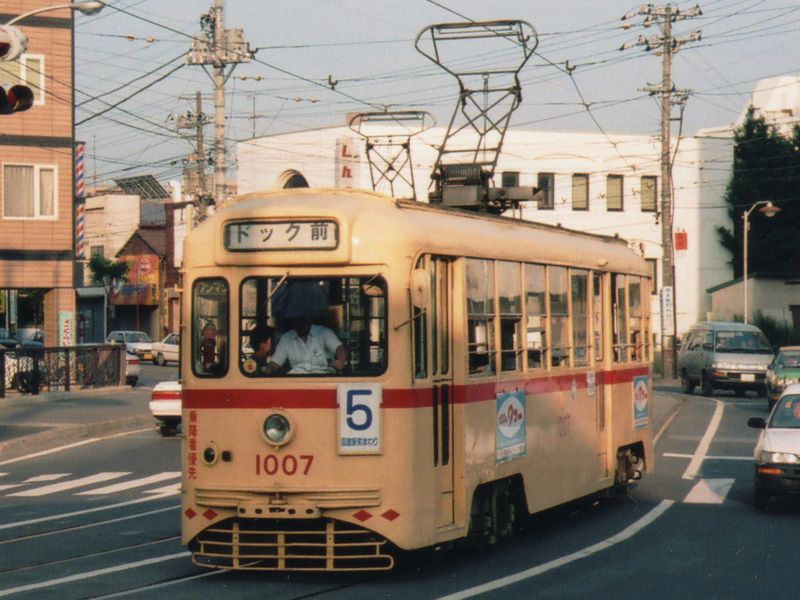
都電色になった1007号
（湯の川温泉　1994年8月28日）

1007号は、1993年（平成5年）に「函館都電倶楽部」が中心となり、東京都電時代の塗装（クリーム地にエンジ帯）へと塗り替えられた。2000年（平成12年）12月から暫くの間、「はこだてクリスマスファンタジー」関連の塗装に変更されたものの、期間終了後に都電色に再復元され、廃車となるまで都電色で運行された。

### 終焉
2007年（平成19年）3月に老朽化のため1007・1008号が廃車となった。最後まで残った1006号は2009年（平成21年）に都電時代の塗装へと塗り替えられたが、2010年（平成22年）3月に9600形9602号と入れ替わる形で廃車となり、形式消滅した。

### 車歴表
| 車番       | 旧車番 | 都電での最終配置庫 | 製造所           | 製造年月日    | 除籍年月日    | 備考                                   |
| ---------- | ------ | ------------------ | ---------------- | ------------- | ------------- | -------------------------------------- |
| 1001       | 7039   | 柳島               | 日本車輛東京支店 | 1955年7月4日  | 1973年10月1日 |                                        |
| 1002       | 7042   | 錦糸堀             | 日本車輛東京支店 | 1955年6月30日 | 1973年10月1日 |                                        |
| 1003       | 7040   | 駒込               | 日本車輛東京支店 | 1955年7月4日  | 1973年10月1日 |                                        |
| 1004       | 7036   | 神明町             | 日本車輛製造     | 1955年7月2日  | 1979年3月31日 |                                        |
| 1005 →1007 | 7041   | 錦糸堀             | 日本車輛東京支店 | 1955年7月4日  | 2007年3月30日 | 1007号廃車時に車番を交換し1007に改番   |
| 1006       | 7033   | 荒川               | 日本車輛製造     | 1955年6月30日 | 2010年3月31日 |                                        |
| 1007 →1005 | 7034   | 大塚               | 日本車輛製造     | 1955年6月30日 | 1985年5月1日  | 廃車時に1005号と車番を交換し1005に改番 |
| 1008       | 7037   | 神明町             | 日本車輛製造     | 1955年7月2日  | 2007年3月30日 |                                        |
| 1009       | 7032   | 荒川               | 日本車輛製造     | 1955年6月30日 | 1973年10月1日 |                                        |
| 1010       | 7038   | 柳島               | 日本車輛製造     | 1955年7月2日  | 1971年8月20日 |                                        |

## 保存車
1006号が廃車後も駒場車庫で保管されていたが、2013年（平成25年）3月に函館酪農公社がパンタグラフや台車部分を除く車体部分のみを一般競争入札で売却した。函館市内の「あいす118」駐車場に保存され、2015年頃には台車も付いた状態となったが、塗装の塗り替え等は行われず錆が目立っていた。2019年頃に解体、撤去された。
また、1985年に廃車となった1005号（二代目、元1007号）の運転台カットボディーが駒場車庫内に保存されていた。